# مريبيل مبقع
مريبيل مبقع (الاسم العلمي: Meripilus maculatus) هو نوع من الفطريات يتبع جنس المريبيل من الفصيلة المريبيلية.